# 6214 Mikhailgrinev
6214 Mikhailgrinev è un asteroide della fascia principale. Scoperto nel 1971, presenta un'orbita caratterizzata da un semiasse maggiore pari a 3,1628869 UA e da un'eccentricità di 0,1820234, inclinata di 2,36657° rispetto all'eclittica.